# Dendrobium hookerianum
Dendrobium hookerianum là một loài lan trong chi Lan hoàng thảo. Loài lan này có ở các cánh rừng Việt Nam nhưng chưa có một tên gọi nào chính thức, theo cách gọi vui của giới chơi Lan là "Hoàng Thảo Chân dài", loài này có thân dài liên tục, sau khi ra hoa đợt đầu giả hành tiếp tục dài ra và tiếp tục ra hoa ở những đốt mới phát triển. Cũng có lẽ vì vậy mà xuất hiện cái tên Hoàng thảo chân dài.
Dendrobium hookerianum là một loài lan trong chi Lan hoàng thảo.